# Tiên Hiệp (Quảng Nam)
Tiên Hiệp is een xã in het district Tiên Phước, een van de districten in de Vietnamese provincie Quảng Nam. Tiên Hiệp heeft ruim 2800 inwoners op een oppervlakte van 25,3 km².

## Geografie en topografie
Tiên Hiệp ligt in het zuiden van de huyện Tiên Phước. In het zuiden grenst Tiên Lập aan huyện Bắc Trà My. De aangrenzende xã in Bắc Trà My is Trà Dương. Ook grenst het daar aan thị trấn Trà My. De aangrenzende xã's in Tiên Phước zijn Tiên Ngọc, Tiên Cảnh en Tiên An.

## Verkeer en vervoer
Een belangrijke verkeersader is de tỉnh lộ 616. De 616 verbindt xã Trà Mai in huyện Nam Trà My met de thành phố Tam Kỳ. In Tam Kỳ sluit deze weg aan op de quốc lộ 1A.